# 詹卢卡·蒂贝蒂
詹卢卡·蒂贝蒂（義大利語：Gianluca Tiberti，1967年4月24日—），意大利男子现代五项运动员。他曾代表意大利参加1988年和1992年夏季奥林匹克运动会现代五项比赛，共获得一枚银牌和一枚铜牌。